# L'ultima eredità
L'ultima eredità (The Ultimate Legacy) è un film del 2016 diretto da Joanne Hock, con protagonista Myko Olivier.
Il film, tratto dal romanzo The Gift of a Legacy di Jim Stovall, è il capitolo finale di una trilogia di pellicole tratte dai romanzi di Stovall, dopo L'ultimo regalo (2006) e L'ultima ricchezza (2013).

## Trama
Il giovane Joey Anderson, dopo la morte della nonna Sally Mae, riceve una cospicua eredità che potrà riscuotere solo se dimorerà per un anno nella villa appartenuta alla nonna e se supererà con successo una serie di prove che necessiteranno notevole dedizione e altruismo, avendo come supervisori Jason Stevens, che in passato ha già dovuto affrontare una sfida simile, e altri esperti incaricati di far rispettare le volontà testamentarie di Sally Mae.